# Акия (дочь Перисада I)
Акия (др.-греч. Ἄκις; 370-е годы до н. э. — вторая половина IV века до н. э.) — боспорская аристократка, дочь Перисада I, правителя Боспорского государства, и Комосарии. Упоминается в двух посвящениях богам с Боспора.

## Биография
Акия была дочерью архонта Боспора Перисада I — предположительно старшим ребёнком. Исходя из того, что Акия вышла замуж во время правления деда, Левкона I, исследователи датируют её рождение 370-ми годами до н. э. Имя матери неизвестно, но предполагается, что это была Комосария — единственная известная из источников жена Перисада I. Акия была замужем за Демофонтом, сыном Эргина. Негреческий патроним её мужа указывает на варварское происхождение. Предположительно Демофонт происходил из эллинизированной верхушки синдов или меотов. Юлий Марти считает Демофонта представителем богатой торговой аристократии Боспора. Проанализировав места нахождения посвящений, исследователи пришли к выводу, что Акия жила в Гермонассе.
Имя Акия очень редкое и, скорее всего, негреческого происхождения. Яйленко считал его малоазийским. Кроме дочери Перисада, известна только одна носительница этого имени. Это Акия, дочь Герона, которая жила на рубеже IV—III веков до н. э. в Херсонесе Таврическом. За пределами Северного Причерноморья это слово встречается только раз, в школьном упражнении из Аттики, которое датируется серединой IV века до н. э..

## Надписи
Единственные источники, из которых известна Акия, — это две посвятительные надписи богам и надпись на сосуде. Первое известное посвящение было найдено в Тамани, на частном дворе. В марте 1905 года Керченский музей приобрёл обломок мраморного пьедестала с надписью у торговца древностями С. Головлева.  В самой надписи Акия, дочь Перисада, делает посвящение Афродите. Текст надписи :

Акия, дочь Перисада, посвятила Афродите…
Оригинальный текст (др.-греч.)[Ἄ]κις Παιρι[σάδεος ἀνέθηκεν
Ἀ]φρ[οδίτηι]---.

Вторая надпись была найдена также в Тамани, недалеко от бывшей турецкой крепости, близ раскопа Пуленцова 11 апреля 1926 года. В нём Демофонт, сын Эргина, за свою жену Акию сделал посвящение Аполлону Врачу. Текст надписи:

Демофонт, сын Эргина, посвятил за свою жену Акию Аполлону Врачу при Левконе, архонте Боспора и Феодосии и царе синдов, торетов, дандариев и псессов.
Оригинальный текст (др.-греч.)Δημοφῶν Ἐργίνο ἀνέθηκεν ὑπέρ τῆς γυναικός
Ἄκιος Απόλλωνι Ἰητρῶι ἄρχοντος Λεύκωνος
Βοσπόρο καί Θευδοσίης καί βασιλεύοντος
Σίνδων καί Τορετῶν καί Δανδαρίων καί Ψησσῶν.

Юлий Марти первым высказал мнение, что эти надписи касаются одного человека. Но не все исследователи с этим согласны. Так, редакторы «Лексикона греческих имён» относят эти надписи к различным Акиям.
Также известна надпись др.-греч. Ἄκις на дне чернолакового закрытого сосуда, который хранится в Керченском историко-археологическом музее. Предполагают, что он принадлежал дочери Перисада I.